# Honey Pie
A Honey Pie az angol rockegyüttes, a The Beatles dala az 1968-as azonos nevet viselő (vagy más néven Fehér Album) dupla nagylemezről.A dalt teljes egészében Paul McCartney írta és Lennon–McCartney szerzeményként jelölték meg. 

## Értelmezése
A dal egy közvetlen hódolat a brit music hall stílusnak. Egy híres színésznőről szól, akit csak a Honey Pie-nak hívnak és híressé válik az Egyesült Államokban, de régi szeretője azt szeretné, ha visszatérne Angliába. A története – a szerelme visszatérésére vágyó alázatos tisztelő – nem különbözik egy tipikus zenetermi cselekménytől. A megfelelő, régies hangzás kialakítása érdekében az együttes hozzáadta a harmadik sort:"Now she's hit the big time!", along with "crackles" valamint a 78-as fordulatszámú lemezről vett "ropogásokat".  A dal lassabb bevezetővel kezdődik, és ezt követően felgyorsul a tempója.

## Klarinét és szaxofonok
A dal szaxofon- és klarinéthangzást is tartalmaz. A klarinétok Alan W. Pollack szerint "párhuzamos harmadokban vízpermeteket produkálnak", a szaxofonok pedig szoros harmóniában játszanak.

## Rögzítése
A felvétel 1968. október 1-jén kezdődött a londoni Trident studióban. Az első napon csak egy felvételt rögzítettek, bár valószínű, hogy korábban számos próbakísérletet rögzítettek és ezeket töröltek. Másnap McCartney felvette az énekhangot,amelyhez egy szólógitár szólam is hozzáadásra került. George Harrison állítása szerint a gitárszólót John Lennon játszotta. A dal George Martin fúvós feldolgozását két nappal később, október 4-én rögzítették. McCartney az előadás végén egy utolsó énekhangot adott hozzá.
Az album felvételei előtt a The Beatles felvette a Honey Pie demóját George Harrison esher-i házi stúdiójában. Ez a verzió némileg eltérő szövegeket tartalmazott, amelyek a végleges változatból kikerültek. A demó később 1996-ban jelent meg az Anthology 3 válogatásalbumon és a The Beatles album 2018-as Super Deluxe kiadásán.

## Feldolgozások
- Alan Klein
- Barbra Streisand
- Jack Sheldon
- King’s Singers
- Don Partridge
- the Golden Gate Quartet
- Tuck & Patti
- John Pizzarelli
- Dom DeLuise
- Phish[5]
- Wesley Schultz

## Közreműködött
Ian MacDonald szerint:

### The Beatles
Paul McCartney – ének, zongora
John Lennon – ritmusgitár, szólógitár
George Harrison – hathúros basszusgitár
Ringo Starr – dob

### További zenészek
George Martin – szaxofon-klarinét hangszerelés
Harry Klein – szaxofon
Dennis Walton – szaxofon
Ronald Chamberlain – szaxofon
Jim Chester – szaxofon
Rex Morris – szaxofon
Raymond Newman – klarinét
David Smith – klarinét

## Fordítás
Ez a szócikk részben vagy egészben  a   Honey Pie című angol Wikipédia-szócikk fordításán alapul.  Az eredeti cikk szerkesztőit annak laptörténete sorolja fel. Ez a jelzés csupán a megfogalmazás eredetét és a szerzői jogokat jelzi, nem szolgál a cikkben szereplő információk forrásmegjelöléseként.

## Külső hivatkozások
Allan W. Pollack megjegyzései a Honey Pie dalról